# EC Saint-Étienne Loire
L'Espoir Cycliste Saint-Étienne Loire est un club cycliste stéphanois évoluant depuis 2001 en Coupe de France des clubs de Division Nationale 1. L'association sportive loi de 1901 fut créée en février 1991 sous le nom de Espoir cycliste Saint-Étienne Valbenoîte dont l'origine était la formation des jeunes de moins de 18 ans. Pierre Rivory, ancien coureur professionnel et Directeur Sportif est à l'origine de la création du club. L'EC Saint-Étienne Loire a pris sa forme actuelle en 1996 et est fort d'un contingent de 170 licenciés et comporte de nombreux bénévoles. 
La structure est composée aujourd'hui de plusieurs disciplines dans toutes les catégories, de l'école de cyclisme à l'élite :
- Route, Cyclo-cross, Piste, VTT, Cycle-balle,
- Le BMX avec le Saint-Étienne Bicross qui est un club européen depuis deux ans,
- L'école municipale de cyclisme qui fut la première école créée en France et qui accueille plus de 3 000 jeunes,
- Comité de manifestations et animations pour l'organisation des épreuves.

Depuis 1997, l'EC Saint-Étienne Loire. a été le vivier des équipes professionnelles Casino puis AG2R La Mondiale.
Pour la saison 2013, l'équipe DN1 change de nom et devient Probikeshop-Espoir cycliste Saint-Étienne Loire avant de reprendre sa forme initial de Espoir cycliste Saint-Étienne Loire en 2014.
En 2015, elle prend le nom de Probikeshop Saint-Étienne Loire.

## Histoire de l'équipe
L'équipe a eu comme nom Espoir cycliste Saint-Étienne Valbenoîte (EC Saint-Étienne Valbenoîte) de 1991 à 1995, Espoir cycliste Saint-Étienne Loire (EC Saint-Étienne Loire) de 1996 à 2015, Team Probikeshop Saint-Étienne Loire de 2015 à 2018 et à nouveau Espoir Cycliste Saint Etienne Loire depuis la saison 2018.

### Accident du17 mars 2021
(17 mars 2021).
Le texte peut changer fréquemment, n’est peut-être pas à jour et peut manquer de recul. 
Le titre et la description de l'acte concerné reposent sur la qualification juridique retenue lors de la rédaction de l'article et peuvent évoluer en même temps que celle-ci.
Le 17 mars 2021 en fin d'après-midi, lors d'une sortie d'entraînement sur la route départementale (RD) n° 108, entre Saint-Just-Saint-Rambert et Bonson dans la Loire, une voiture roulant sur la voie opposée fauche une dizaine de pensionnaires de l'EC Saint-Étienne Loire (sur les 18 présents), à hauteur du pont sur la rocade d'accès à la RD n° 498 ; certains coureurs étant projetés derrière la glissière de sécurité au moment de l'impact.
Quatorze des dix-huit coureurs sont des mineurs (de 14 à 18 ans) et le pronostic vital de l'un des cyclistes, transporté en urgence au CHU Nord de Saint-Étienne, est engagé. De nombreux moyens de secours humains et matériels sont acheminés sur place, et notamment un poste médical avancé, afin de suivre en temps réel l'évolution de la situation et l'état de santé des victimes. Une enquête est ouverte par le parquet de Saint-Étienne pour « blessures involontaires aggravées par la conduite d'un véhicule ». Les tests de dépistages d'alcoolémie et de stupéfiants pour la conductrice à l'origine de l'accident se sont révélés négatifs.
Le lendemain, deux jeunes victimes restent en observation à l'hôpital, pour de multiples fractures. Par ailleurs, un appel à témoins est lancé par la Gendarmerie nationale. Cet événement suscite également l'émoi des coureurs du peloton professionnel.
Neuf jours après les faits, Mathis, le jeune de 14 ans, placé sous coma artificiel, "montre des signes de réveil", selon le club et début avril, il sort du coma dans lequel il était plongé auparavant.
Le 27 mars, lors du Grand Prix de Saint-Étienne, un message de soutien et de prévention en matière de sécurité routière est diffusé par les bénévoles de l'ECSEL à destination du jeune cycliste mais aussi du grand public.

## Les infrastructures et équipements
Le club évolue dans le parc des sports de Méons où nombre équipements sont présents :
- un vélodrome de 400 mètres en plein air,
- une piste cyclable sécurisée d'un kilomètre,
- une piste de bicross,
- un parcours de Vélo Tout Terrain et cyclo cross,
- une salle pour la pratique du Cycle-balle est mise à disposition au gymnase de la Métare.

## Principales victoires

### Courses par étapes
- Tour du Gévaudan Occitanie : 2018 (Jaakko Hänninen)

### Championnats nationaux
- Championnats d'Estonie sur route : 3
  - Course en ligne espoirs : 2016 (Silver Mäoma)
  - Contre-la-montre espoirs : 2015 et 2016 (Silver Mäoma)
- Championnats de France de cyclo-cross : 1
  - Espoirs : 2016 (Clément Russo)
- Championnats de France de cycle Balle : 1
  - Minimes : 2014 (Robin Coudour - Nathan Perrin)

## Coureurs professionnels ayant couru sous les couleurs de l'EC Saint-Étienne Loire
- Alexandre Vinokourov 3e du Tour de France 2003, 5e du Tour de France 2005, contrôlé positif sur le Tour de France 2007, double vainqueur de Liège-Bastogne-Liège, Champion Olympique de Cyclisme sur route aux Jeux olympiques d'été de 2012.
- Andrei Kivilev 4e du Tour de France 2001.
- Cyril Dessel 6e du Tour de France 2006.
- Sergueï Yakovlev, Rene Mandri, Andy Flickinger, Alexandre Grux, Innar Mandoja, Erki Pütsep, Franck Ramel, Renaud Dion, Markku Ainsalu, Daniel Fleeman, Andrey Pchelkin, Cédric Célarier, David Kemp, Tanel Kangert, Gaylord Cumont, Kieran Hambrook, Mihkel Räim, Mārtiņš Trautmanis, Tom Bossis, Martial Roman, Aksel Nõmmela, Cristóbal Olavarría, Matthieu Jeannès, Clément Russo, Jaakko Hänninen, Maxime De Poorter, Florian Dumourier, Sandy Dujardin, Louis Richard , Maxime Jarnet

## Présidents successifs
- Georges Gimbert 1991-1993, Jean-Louis Bruhier 1993-1996, Bernard Arnaud† 1996-1997, Jean-Yves Grand PH 1997-1999, Jean-Pierre Arbey PH 1999-2001, Vincent Nicosia† 2001-2006, Gilles Mas 2006-2020,   Philippe Besson 2020 à ce jour.

## Palmarès collectif
- Meilleur club de France "Vélo Magazine" en 1997
- Vainqueur de la Coupe de France des clubs sur piste en 1998

- 5e du Championnat de France de Division Nationale 3 en 1997 - vainqueur DN1 : CC Etupes
- __° du Championnat de France de Division Nationale 2 en 1998 - vainqueur DN1 : CC Etupes
- 3e du Championnat de France Division Nationale 2 en 1999 - vainqueur DN1 : CC Etupes
- Vice-Champion de France de Division Nationale 2 en 2000 - vainqueur DN1 : Jean-Floc'h Mantes
- __° du Championnat de France Division Nationale 1 en 2001 - vainqueur : AVC Aix-en-Provence
- Vice-Champion de France de Division Nationale 1 en 2002 - vainqueur : AVC Aix-en-Provence
- 7e de la Coupe de France des clubs "Look" en 2003 - vainqueur : CC Etupes
- 16e de la Coupe de France des clubs "Look" en 2004 - vainqueur : CC Etupes
- 13e de la Coupe de France des clubs "Look" en 2005 - vainqueur : UC Nantes Atlantique
- 17e de la Coupe de France des clubs "Look" en 2006 - vainqueur : CC Nogent-sur-Oise
- 19e de la Coupe de France des clubs "Look" en 2007 - vainqueur : VC La Pomme Marseille
- 23e de la Coupe de France des clubs "Look" en 2008 - vainqueur : CR4C Roanne
- 28e de la Coupe de France des clubs "Look" en 2009 - vainqueur : CC Etupes
- 11e de la Coupe de France des clubs "Look" en 2010 - vainqueur : Vendée U
- 19e de la Coupe de France des clubs "Look" en 2011 - vainqueur : CC Nogent-sur-Oise
- 18e de la Coupe de France des clubs "Look" en 2012 - vainqueur : Vendée U
- 13e de la Coupe de France des clubs "Look" en 2013 - vainqueur : Vendée U
- 19e de la Coupe de France des clubs "Look" en 2014 - vainqueur : Armée de Terre
- 19e de la Coupe de France des clubs "Look" en 2015 - vainqueur : Vendée U
- 10e de la Coupe de France des clubs "Look" en 2016 - vainqueur : Chambéry CF
- 15e de la Coupe de France des clubs "Look" en 2017 - vainqueur : Vendée U
- 15e de la Coupe de France des clubs "Look" en 2018 - vainqueur : CR4C Roanne
- 16e de la Coupe de France des clubs "Look" en 2019 - vainqueur : VC Villefranche
- 13e de la Coupe de France des clubs "Look" en 2020 - vainqueur : Team Pro Immo Roux
- 23e de la Coupe de France des clubs "Look" en 2021 - vainqueur : AG2R Citroën U23 Team
- 15e de la Coupe de France des clubs "Look" en 2022 - vainqueur : Vendée U

Le seuil des 1 000 victoires (hors école de cyclisme) a été franchi en 2005. L'année 2016 a vu le cap des 2 000 victoires. 
Depuis la création en 1991 de l'association sportive, plus de 900 coureurs, dirigeants, entraîneurs, éducateurs, sympathisants, bénévoles, assistants ont été licenciés à l'E.C.S.E.L.

## Divers
En hommage à Andrei Kivilev décédé lors de l'épreuve Paris-Nice sur ses routes d'entrainements à Saint-Chamond, l'E.C.S.E.L. organise chaque année en automne "la montée Kivilev", une épreuve chronométrée ouverte à tous (licenciés ou non) entre Sorbiers et Saint-Christo-en-Jarez. 
Une stèle à sa mémoire a été érigée sur la ligne de départ de cette épreuve.
Aussi, un Rond-Point à Saint-Étienne, près de l'arrivée du Grand Prix de Saint-Étienne Loire porte son nom en son souvenir.